# Absurd (filosofi)
 For alternative betydninger, se Absurd. (Se også artikler, som begynder med Absurd)
Absurd i denne forstand er et udtryk for tilværelsens uudgrundelighed i en kaotisk verden af nye erkendelser, hvor enhver form for facitliste i form af konventionel gudstro mangler. Hvorfor er vi her? Hvordan gik det til? Hvor skal vi hen? Hvad er meningen med det hele? Ensomheden er et grundvilkår. Begrebet absurditet spiller kunstnerisk og filosofisk en væsentlig rolle i de såkaldte eksistentialisters forfatterskaber, hvoraf de mest fremtrædende var Jean-Paul Sartre og Albert Camus, og som bl.a. var inspireret af den danske filosof Søren Kierkegaard. Dramatisk har absurdismen fundet udtryk i stykker af Eugène Ionesco og Harold Pinter.